# Cohiba

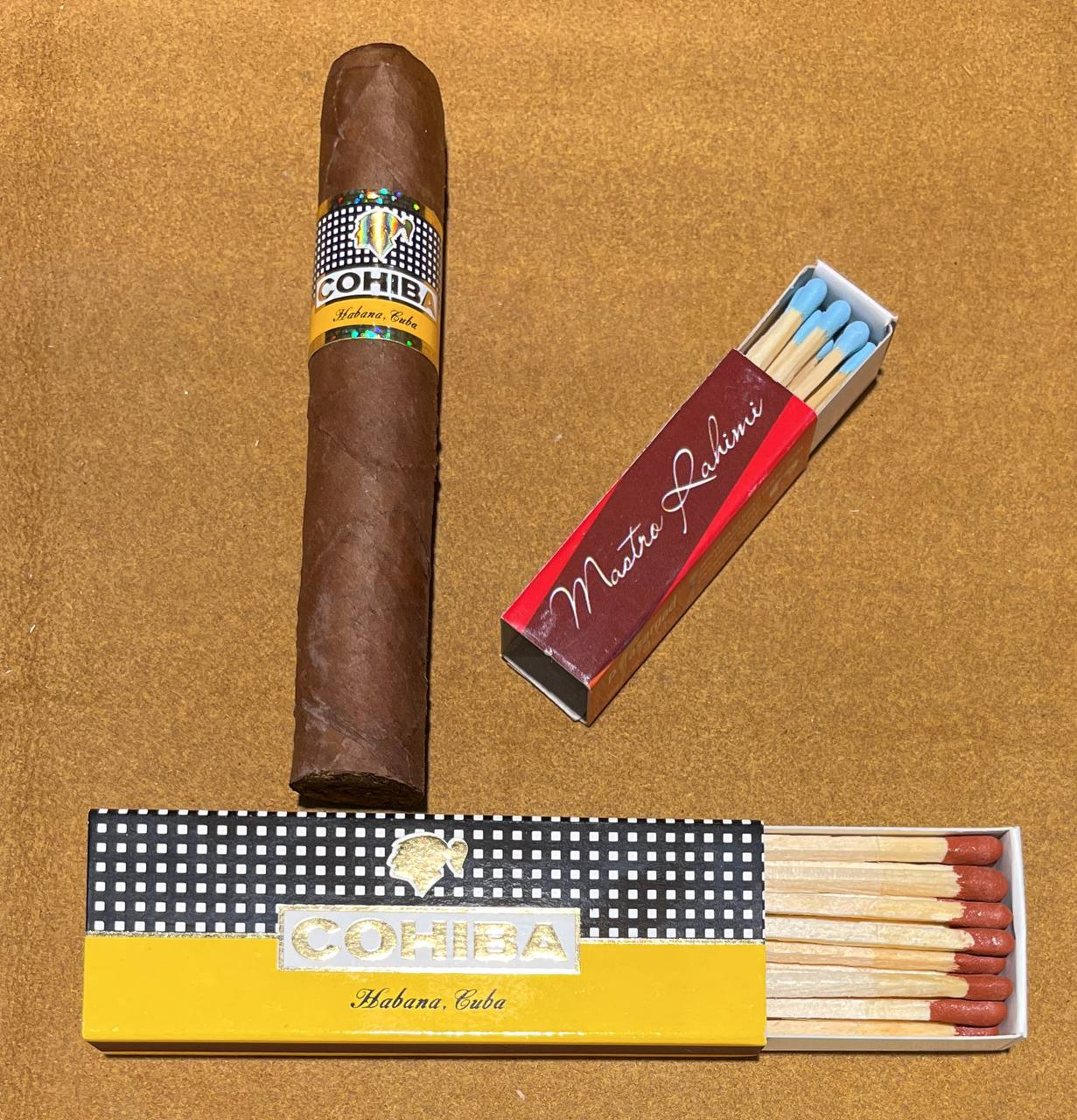
Cygaro marki Cohiba wraz z zapałkami

Cohiba – marka produkująca cygara kubańskie. Została założona w 1966 roku. Cygara Cohiba produkowane są w Hawanie, w słynnej fabryce El Laguido, która znajduje się w dzielnicy Cubanacan. Cohiba jest sklasyfikowana przez firmę Habanos S.A. jako marka globalna i jest jedną z najbardziej rozpoznawalnych marek cygar na świecie.

## Historia
Jedną z osób, które zainicjowały powstanie marki była Celia Sánchez. Pierwotnie cygara produkowane były dla Fidela Castro, który w ramach prezentu dyplomatycznego rozdawał je dyplomatom i ważnym osobistościom. Dopiero w 1982 roku zostały wprowadzone do ogólnej sprzedaży. Pierwotnie sprzedawano tylko trzy cygara Cohiba Laceros, Cohiba Coronas Especiales oraz Cohiba Panatelas. Kolejne cygara weszły do portfolio marki dopiero w 1989 roku. Dziś Cohiba produkuję cztery linie cygar. Cohiba  Línea Clásic, Cohiba Línea 1492 znana jako Siglo, Cohiba Maduro 5 oraz Cohiba Behike.
Nazwa Cohiba pochodzi od słowa używanego przez Indian Taino, który zamieszkiwali Kubę. Było to określenie na zwinięte liście tytoniu w kształt cygara, które palili Indianie.

## Cygara
Tytoń wykorzystywany do cygar Cohiba pochodzi z regionu Vuelta Abajo. Poddawany jest 3 fermentacja, czego dwa z liści w ostatnim etapie fermentowane są w drewnianych beczkach.

### Cohiba Línea Clásica
- Cohiba Lanceros
- Cohiba Coronas Especiales
- Cohiba Panatelas
- Cohiba Esplendidos
- Cohiba Robusto
- Cohiba Exquisitos
- Cohiba Piramides Extra

### Cohiba Línea 1492
- Cohiba Siglo I
- Cohiba Siglo II
- Cohiba Siglo III
- Cohiba Siglo IV
- Cohiba Siglo V
- Cohiba Siglo VI
- Cohiba Medio Siglo

### Cohiba Maduro 5
- Cohiba Maduro 5 Genios
- Cohiba Maduro 5 Magicos
- Cohiba Maduro 5 Secretos

### Cohiba Behike
- Cohiba Behike 52

- Cohiba Behike 54

- Cohiba Behike 56